# 黑斑刺蓋太陽魚
黑斑刺蓋太陽魚（學名：Pomoxis nigromaculatus）又称黑莓鱸（英語：black crappie），是鲈形目太阳鱼科刺蓋太陽魚屬的一種淡水辐鳍鱼，分布於北美洲落基山脉以东的淡水流域。黑莓鲈體長可達49（19英寸），主要棲息在沙泥底質的池塘、湖泊、河流和湿地，屬肉食性，是美國和加拿大很受欢迎的遊釣魚、食用魚及觀賞魚。

## 擴展閱讀
- 黑斑刺蓋太陽魚的图片（页面存档备份，存于）